# Barbara Maix
Barbara Maix (* 27. Juni 1818 in Wien; † 17. März 1873 in Catumbi bei Rio de Janeiro) war eine römisch-katholische Ordensfrau und Gründerin der Kongregation der Schwestern vom Unbefleckten Herzen Mariens in Brasilien.

## Leben

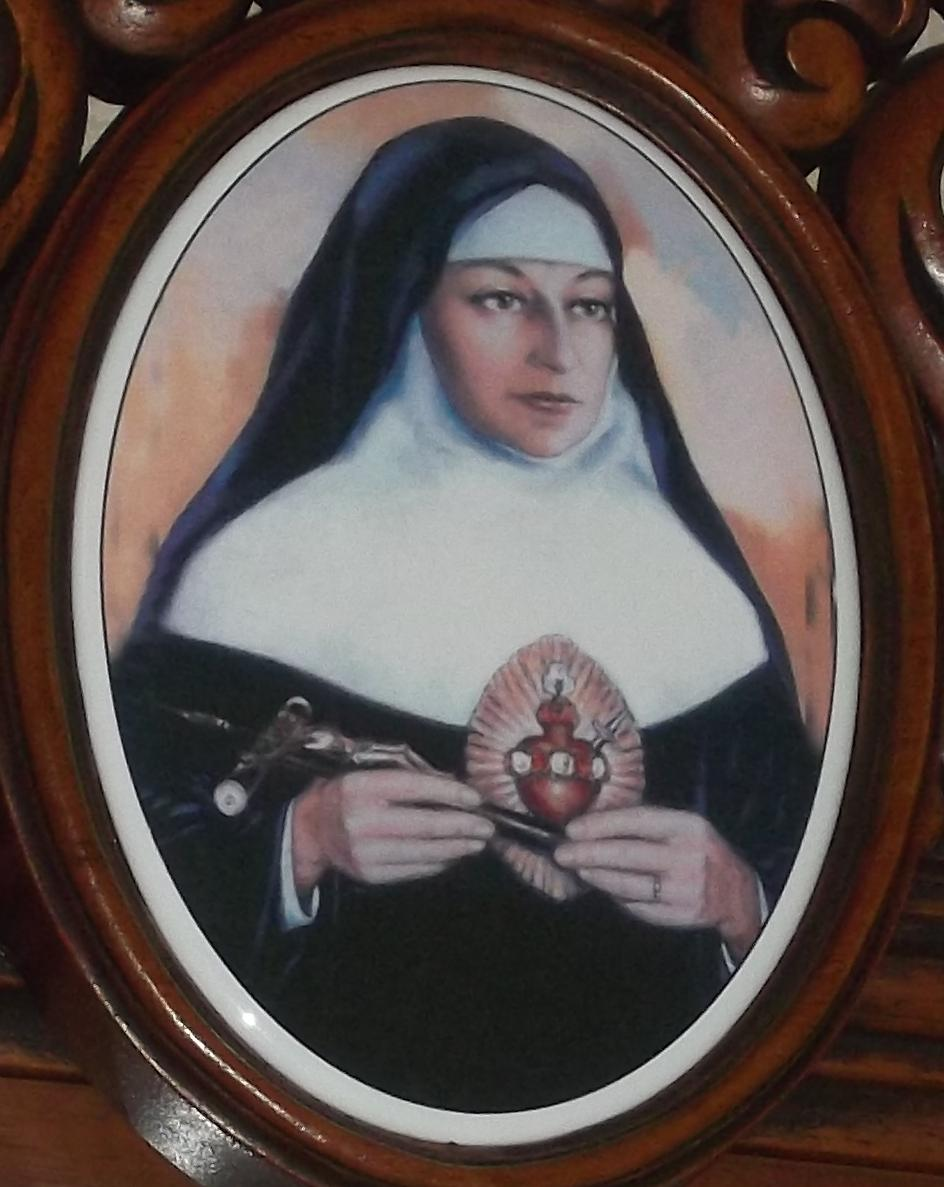
Barbara Maix

Barbara Maix wurde als Tochter von Joseph Maix und Rosalia Mauritz geboren. Ihr Vater war k.k. Hofzimmerputzer im Schloss Schönbrunn. Mit 15 Jahren verlor sie beide Eltern und arbeitete als Schneiderin. Später eröffnete sie in Wien einen Damensalon und ein Lehrlingsheim.
1843 wollte sie in Wien eine Schwesternkongregation unter der geistlichen Leitung des Redemptoristenpaters Johann Pöckl gründen. Als Gegnerin der Revolution von 1848 geriet sie aber durch das Ausbleiben von Kunden in wirtschaftliche Schwierigkeiten. Sie beabsichtigte daher, mit 21 Gefährtinnen in die Vereinigten Staaten auszuwandern. Die Ankunft eines Schiffes aus Brasilien im Hamburger Hafen am 15. September 1848 erkannte Barbara als Wink Gottes. Sie änderte ihren Plan und fuhr nach Brasilien, wo sie am 9. November 1848 in Rio de Janeiro ankam und dort am 8. Mai 1849 die Kongregation der Schwestern vom Unbefleckten Herzen Mariens (portug. Congregação das Irmãs do Imaculado Coração de Maria) gründete. Sie erhielt den Ordensnamen Maria Bárbara da Santíssima Trinidade (Maria Barbara von der heiligsten Dreifaltigkeit).
Die Gemeinschaft widmete sich der Arbeit mit Straßen- und Waisenkindern und dem Kampf gegen die Sklaverei. Während des Paraguay-Krieges von 1864 bis 1870 pflegten die Schwestern auch verwundete Soldaten. 1870 gründete Barbara in Rio de Janeiro eine Schule für verwaiste Mädchen.
Am 17. März 1873 starb sie in Catumbi. Sie litt an Asthma und Herzbeschwerden. Im Jahr 1957 wurden ihre sterblichen Überreste nach Porto Alegre in die Kapelle São Rafael überführt.

## Entwicklung der Kongregation
Die Kongregation erhielt erst am 24. März 1947 die Päpstliche Bestätigung und wurde 1952 in drei Provinzen geteilt. Heute arbeiten die Schwestern vor allem im Erziehungs- und im Gesundheitswesen. Niederlassungen finden sich u. a. in Argentinien, Bolivien, Haiti, Italien, Mosambik, USA, Paraguay und Venezuela. Das Mutterhaus der Gemeinschaft befindet sich in Porto Alegre.

## Nachwirken
Der Seligsprechungsprozess wurde im Jahr 1993 vom Erzbistum Rio de Janeiro eingeleitet. Am 1. Juli 2008 erklärte sie Papst Benedikt XVI. zur ehrwürdigen Dienerin Gottes und bestätigte am 27. März 2010 ein Heilungswunder. Sie wurde am 6. November 2010 im Gigantinho-Stadion in Porto Alegre durch den Präfekten der Heiligsprechungskongregation, Erzbischof Angelo Amato, seliggesprochen.